# 争取独立民族联盟
争取独立民族联盟（法語：Union nationale pour l'indépendance，缩写为UNI）是新喀里多尼亚的一个左翼政党联盟。该联盟成立于2001年。该联盟的意识形态是卡纳克民族主义、美拉尼西亚社会主义。该联盟主张新喀里多尼亚脱离法国独立。该联盟的议会党团主席是Louis Mapou。该联盟是卡纳克和社会主义民族解放阵线的成员。

## 成员党
- 卡纳克解放党
- 美拉尼西亚进步联盟
- 大洋洲民主联盟
- 革新喀里多尼亚联盟